# Lista de canções número um na Brasil Hot Popular Songs em 2009
Esta é a lista de canções populares número um na Billboard Hot Popular Songs, em 2009.

## Paradas
| Mês      | Canção                | Cantor(es)      |
| -------- | --------------------- | --------------- |
| Outubro  | "Amor Não Vai Faltar" | Bruno e Marrone |
| Novembro | "Amor Não Vai Faltar" | Bruno e Marrone |
| Dezembro | "Amor Não Vai Faltar" | Bruno e Marrone |